# Jeong Chung-geun
Jeong Chung-geun (sinh ngày 1 tháng 3 năm 1995) là một cầu thủ bóng đá người Hàn Quốc. Anh thi đấu cho Yokohama FC.

## Sự nghiệp
Jeong Chung-geun gia nhập câu lạc bộ tại J2 League Yokohama FC năm 2017.